# Honda ZR-V
La Honda ZR-V è un'autovettura prodotta dalla casa automobilistica giapponese Honda a partire dal 2022.

## Descrizione

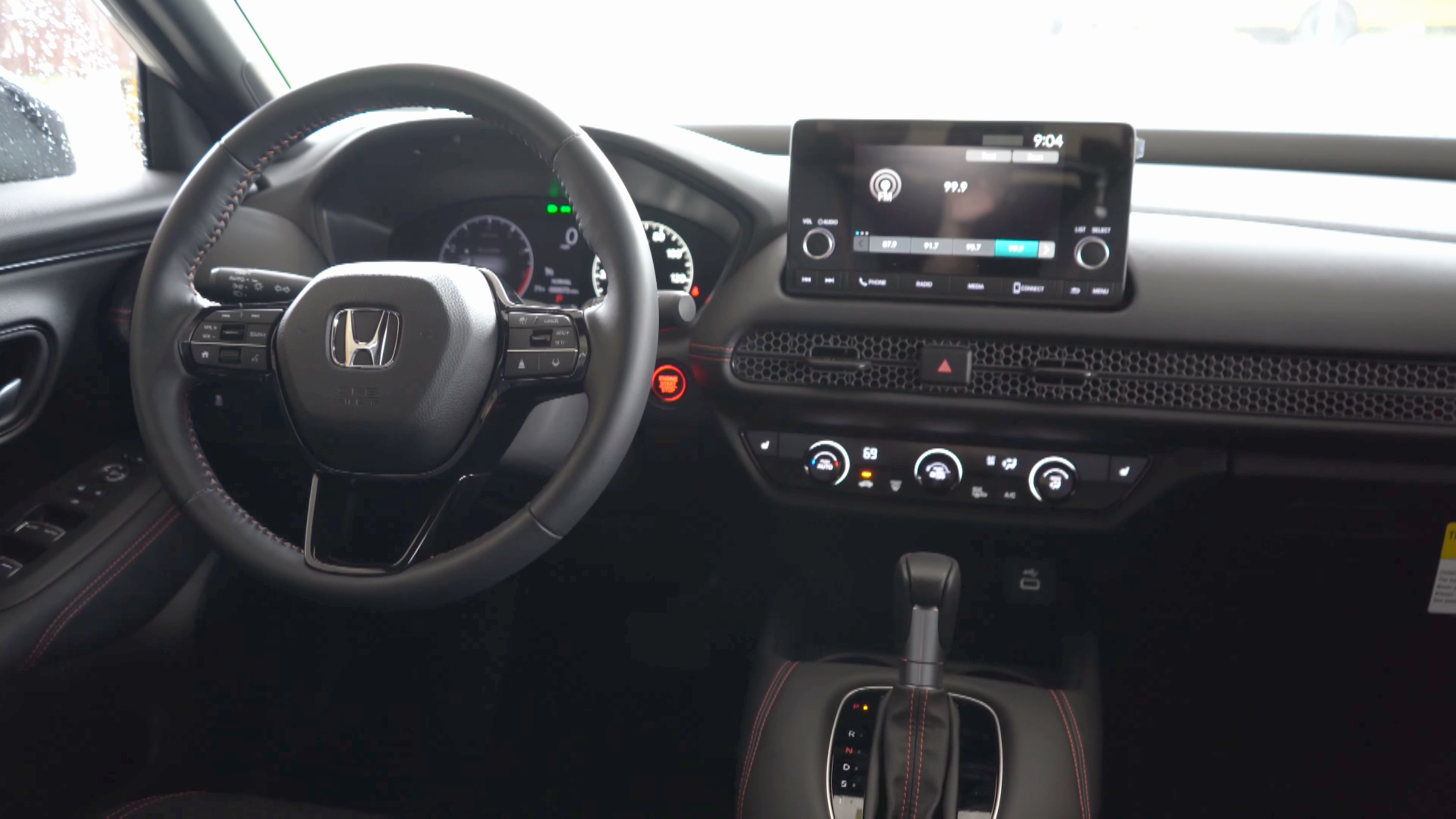
Interni

La ZR-V è crossover SUV di medie dimensioni  (segmento C), che si posiziona tra la HR-V/Vezel/XR-V e la CR-V, condividendo la sua piattaforma e la meccanica con la Civic di undicesima generazione. Il nome "ZR-V" secondo la Honda, sta per "Z Runabout Vehicle", in riferimento alla Generazione Z.
Lo sviluppo della vettura è stato guidato da Shuichi Ono. È stata presentata per la prima volta negli Stati Uniti il 4 aprile 2022 come terza generazione della HR-V, differenziandosi così dall'omonimo modello venduto globalmente sugli altri mercati che è più piccolo e viene realizzato sulla piattaforma della Honda Jazz. A maggio la vettura è stata presentata in Cina, dove viene prodotta dalla Guangqi Honda con il nome di ZR-V e dalla Dongfeng Honda con il nome di HR-V, dove è disponibile solo con il motore 1,5 litri In Giappone la ZR-V è stata presentata a luglio, dove al lancio sono disponibili un propulsore ibrido e:HEV da 2,0 litri e un motore a benzina turbo da 1,5 litri.
Al lancio negli USA è disponibile un motore a benzina da 2,0 litri che eroga 118 kW/160 CV a 6500 giri/min e 187 Nm di coppia a 4200 giri/min, abbinabile in opzione alla trazione integrale.